# Tube de l'été
Pour les articles homonymes, voir Tube et été.
Un tube de l'été est une chanson emblématique d'un été, parmi les plus entendues et vendues durant cette saison, ou celle qui a fait danser le plus grand nombre, par exemple via les radios, télévisions, et les boîtes de nuit. La dénomination « tube de l'été » est un concept marketing popularisé par les médias depuis les années 1960. 

## Historique
Il s'agit le plus souvent de morceaux festifs et dansants, légers, humoristiques, ou enflammés, destinés à mettre de l'ambiance lors des soirées de grandes vacances d'été en plein air, parfois caractérisés par des paroles simples (voire quasi inexistantes) et des mélodies entraînantes qui restent facilement dans la tête. Il peut également s'agir d'un tube de l'année, national ou international, qui devient un tube de l'été, ou de chansons d'amour ou de « slows amoureux de l'été ». On y retrouve souvent des thèmes et des ambiances de musique et de clips de voyages et d'exotisme issus de surf music, musique latine, musique tropicale et de musiques du monde, mais aussi des titres dance ou de house.
Quelques tubes emblématiques ont marqué la période estivale depuis la fin des années 1980, ultramédiatisés par la radio et la télévision,, dont Essa Moça Tá Diferente (Cette fille est différente) de Chico Buarque de 1988, Lambada (de Los Kjarkas initialement en 1981 sous le titre Llorando se fue , puis plagié à l'initiative de deux producteurs français et joué par Kaoma, devenant un tube international dans l'été 1989), Soca Dance de Charles D. Lewis (1990), Maldon de  Zouk Machine (1990), Macarena de Los del Río (1996), Tic Tic Tac de Carrapicho (1996), Bailando de Paradisio (1996), Alane de Wes (1997), Yakalelo de Nomads (1998), Aserejé de Las Ketchup (2002), Chihuahua de DJ Bobo (2003), Dragostea Din Tei de O-Zone (2004), On a changé des Les Déesses (2007), Princess de NZH (2007), I'll Be Lovin' U Long Time de Mariah Carey (2008), Rude Boy (2009) et Man Down (2010) de Rihanna, Ai se eu te pego! de Michel Teló (2012), For Once In My Life de Mel B (2013), Cheerleader de OMI (2015), If I Don't Have You de Tamar Braxton (2015), Despacito de Luis Fonsi feat Daddy Yankee (2017) ou encore Feels de Calvin Harris feat Pharrell Williams, Katy Perry & Big Sean (2017)...

## Listes de quelques tubes de l'été
Cette liste, non exhaustive, concerne essentiellement la France (plusieurs titres ont été no 1 du Top Singles français), mais les titres ont pu être des tubes dans d'autres pays. La liste qui suit est établie selon le classement des singles des mois de juillet et août de chaque année réalisé par le SNEP[réf. nécessaire].

### Années 1960
1960
Années du twist et du yéyé :
- Dalida - Les Enfants du Pirée (sirtaki), Itsi Bitsi Petit Bikini
- États-Unis : 
  - Sam Cooke - Wonderful World
  - Jimi Hendrix - Hey Joe
- Brésil : Ray Conniff - Aquarela do Brasil (samba du brésil)

1961
- Johnny Hallyday - Viens danser le twist, Let's Twist Again
- Les Chats sauvages - Twist à Saint-Tropez, Est-ce que tu le sais ?
- Les Chaussettes noires - Daniela
- Los Machucambos - Pepito
- Dario Moreno - Brigitte Bardot
- États-Unis : Chubby Checker - Let's Twist Again
- Espagne : Xavier Cugat - Tequila
- Jamaïque : Harry Belafonte - Jump in the Line (Shake, Señora)

1962
- Claude François - Belles ! Belles ! Belles !
- Sylvie Vartan - Est-ce que tu le sais ?
- Richard Anthony - J'entends siffler le train
- États-Unis : Chubby Checker - The Twist
- Brésil : Antônio Carlos Jobim et Stan Getz - Só Danço Samba (song) (en) (bossa nova)

1963
- Johnny Hallyday - Da dou ron ron
- Frank Alamo - Ma biche
- Sheila - L'école est finie, Première surprise-partie, Pendant les vacances
- Brigitte Bardot - La Madrague
- États-Unis : The Beach Boys - Surfin' USA[4]
- Royaume-Uni : The Beatles - Twist and Shout

1964
- Brésil : João Gilberto, Astrud Gilberto et Stan Getz - The Girl from Ipanema (bossa nova)
- France :
  - Sheila - Vous les copains, je ne vous oublierai jamais
  - Geneviève Grad - Douliou-douliou Saint-Tropez (du film Le Gendarme de Saint-Tropez)
  - Sylvie Vartan - La Plus Belle pour aller danser
  - Brigitte Bardot - Moi je joue
- États-Unis : 
  - The Beach Boys - I Get Around, Fun, Fun, Fun
  - Chuck Berry - You Never Can Tell (reprise avec le film Pulp Fiction en 1994)
  - Simon and Garfunkel - The Sound of Silence
- Royaume-Uni : The Animals - The House of the Rising Sun

1965
- François Deguelt - Le Ciel Le Soleil Et La Mer
- Christophe - Aline
- Hervé Vilard - Capri c'est fini
- Dalida - La Danse de Zorba (sirtaki)
- Royaume-Uni : The Rolling Stones - (I Can't Get No) Satisfaction
- États-Unis :
  - The Mamas and the Papas - California Dreamin'
  - The Beach Boys - California Girls, Barbara Ann
  - The Righteous Brothers - Unchained Melody
- Jamaïque - Bob Marley - One Love/People Get Ready (en)

1966
- Dario Moreno - Si tu vas à Rio
- Sheila - Bang Bang
- Jacques Dutronc - Les Play-Boys
- Michel Polnareff - Love Me, Please Love Me
- Pascal Danel - La Plage aux romantiques
- Allemagne - Boney M. - Sunny
- États-Unis : 
  - The Lovin' Spoonful - Summer in the City
  - James Brown - It's a Man's Man's Man's World
  - The Beach Boys - Good Vibrations

1967
- Jacques Dutronc - J'aime les filles
- Michel Polnareff - Âme câline
- Royaume-Uni : Procol Harum - A Whiter Shade of Pale
- États-Unis : Scott McKenzie - San Francisco

1968
- Serge Gainsbourg - Initials B.B.
- Sheila - Petite Fille De Français Moyen
- Joe Dassin - Siffler sur la colline
- Grèce : Aphrodite's Child - Rain and Tears
- Royaume-Uni : The Beatles - Hey Jude
- États-Unis
  - Les Irrésistibles - My Year Is a Day
  - Simon and Garfunkel - Mrs. Robinson

1969
- Johnny Hallyday - Que je t'aime
- Jane Birkin et Serge Gainsbourg - Je t'aime… moi non plus
- Jean-François Michaël - Adieu jolie Candy

### Années 1970
1970
- France :
  - Dalida - Darla dirladada
  - Joe Dassin - L'Amérique
- Royaume-Uni :
  - Mungo Jerry - In the Summertime

1971
- France : 
  - Gilbert Montagné - The Fool
  - Michel Delpech - Pour un flirt
  - Véronique Sanson - Amoureuse
- États-Unis : 
  - Stevie Wonder - Superstition
  - The Doors - Riders on the Storm
- Royaume-Uni : 
  - John Lennon - Imagine
  - Tom Jones - She's a Lady[5]

1972
- États-Unis : 
  - The Temptations - Papa Was a Rollin' Stone (motown)
  - Hot Butter - Popcorn[4]
- France : 
  - Claude François - Belinda
  - Michel Fugain & le Big Bazar - Chante comme si tu devais mourir demain, Une belle histoire
  - Maxime Le Forestier - San Francisco

1973
- France : 
  - Michel Fugain - C'est la fête
  - Pierre Groscolas - Lady Lay
  - Stone et Charden - Made in Normandie[4]
  - Michel Sardou - La maladie d'amour[5]
  - Marie Laforêt - Viens, viens
- Royaume-Uni : The Rolling Stones - Angie

1974
- France : 
  - C. Jérôme - C'est moi
  - Bimbo Jet - El Bimbo
- États-Unis : George McCrae - Rock Your Baby
- Suède : ABBA - Waterloo

1975
Débuts du disco
- France :
  - Chocolat's - Brasilia Carnaval
  - France Gall - Samba mambo
  - Patti LaBelle - Lady Marmalade
  - Joe Dassin - L'été indien (slow)[5]
  - Christophe - Les Mots Bleus
  - Nino Ferrer - Le Sud[4],[5]
  - Dave - Vanina, Du côté de chez Swann
  - Taï Phong - Sister Jane
- Royaume-Uni : 
  - Murray Head - Say It Ain't So, Joe
  - 10cc - I'm Not in Love
- Brésil : Barry Manilow - Copacabana (At the Copa)

1976
« Fièvre » du disco
- France : Claude François - Cette année-là
- Allemagne : Boney M. - Daddy Cool
- Royaume-Uni : Bee Gees - You Should Be Dancing
- Suède : ABBA - Money, Money, Money, Dancing Queen, Fernando
- Mozambique : Afric Simone - Ramaya
- Espagne : Jeanette - Porque te vas[4]

1977
- États-Unis : 
  - Bee Gees - Stayin' Alive, Night Fever, More Than a Woman
  - Donna Summer - I Feel Love
  - Michael Zager - Let's All Chant
  - Eagles - Hotel California (slow de l'été)[4],[5]
- Allemagne : Boney M. - Ma Baker[5]
- Jamaïque : Bob Marley - Jamming
- France :
  - Claude François - Magnolias for Ever, Alexandrie Alexandra, Je vais à Rio, Toi Et Le Soleil
  - Carlos - Big Bisou
  - Space - Magic Fly
  - Laurent Voulzy - Rockollection[5]
  - Michel Sardou - La Java de Broadway
  - France Gall - Musique
  - Dave - Est-ce par hasard ?
  - Patrick Juvet - Où sont les femmes ?
  - La Bande à Basile - La Chenille
  - Sheila Black Devotion - Love Me Baby
  - Michel Delpech - Le Loir-et-Cher
  - Joe Dassin - À toi
- Belgique : Plastic Bertrand - Ça plane pour moi
- Italie : Umberto Tozzi - Ti amo

1978
- France :
  - Carlos - Rosalie
  - Gibson Brothers - Cuba (song) (en)
  - Serge Gainsbourg - Sea, Sex and Sun
  - Hervé Vilard - Nous
  - Jean-Michel Jarre - Équinoxe
- Suède : ABBA - Take a Chance on Me[4]
- Royaume-Uni :
  - Bonnie Tyler - It's a Heartache
  - Queen - We Will Rock You[5]
  - Kate Bush - Wuthering Heights
  - The Rolling Stones - Miss You
- États-Unis
  - John Travolta et Olivia Newton-John - You're the One That I Want (du film Grease)
  - Village People : Y.M.C.A.
  - Chic : Le Freak
  - Boney M. - Rasputin
  - Gloria Gaynor - I Will Survive
  - The Jackson Five - Blame It on the Boogie
  - Earth, Wind and Fire - September
  - Gerry Rafferty - Baker Street
- Jamaïque : Bob Marley - Is This Love

1979
- France :
  - Patrick Hernandez - Born to be alive[5]
  - Sheila Black Devotion - Spacer
  - Dalida - Laissez-moi danser (Monday, Tuesday)
  - Lio - Le Banana split
  - France Gall - Besoin d'amour
  - Karen Cheryl - Show me you're man enough
  - Laurent Voulzy - Le cœur grenadine
  - Julio Iglesias - Pauvres Diables
  - Francis Cabrel - Je l'aime à mourir
  - Alain Chamfort - Manureva
- Italie : Umberto Tozzi - Gloria
- États-Unis :
  - Earth, Wind and Fire - Boogie Wonderland
  - Village People - In the Navy
  - Boney M. - Hooray! Hooray! It's a Holi-Holiday
  - Amii Stewart - Knock on Wood
  - Donna Summer - Hot Stuff
  - Chic - Good Times
  - Michael Jackson - Don't Stop 'Til You Get Enough
- Suède : ABBA - Gimme! Gimme! Gimme! (A Man After Midnight)
- Royaume-Uni : 
  - Supertramp - The Logical Song
  - Bee Gees - Tragedy

### Années 1980
1980
- France :
  - Ottawan : T'es O.K.
  - François Valéry - Emmanuelle (disco)
  - Le Grand Orchestre du Splendid - La Salsa du démon
  - Bernard Lavilliers - Stand the Ghetto
  - France Gall - Il jouait du piano debout
  - Michel Berger - La Groupie du pianiste
  - Karen Cheryl - La marche des machos
  - Sylvie Vartan - Tape tape
  - Francis Cabrel - L'Encre de tes yeux
  - Hervé Vilard - Reviens
  - Alain Bashung - Vertige de l'amour
  - Richard Sanderson - Reality (slow du film La Boum)
  - Pierre Bachelet - Elle est d'ailleurs
- États-Unis : 
  - Lipps Inc. - Funkytown
  - Stevie Wonder - Master Blaster (Jammin')
  - Diana Ross - Upside Down
  - Kool and the Gang - Celebration
  - The Whispers - And the Beat Goes On
  - George Benson - Give Me the Night
  - Barbra Streisand - Woman in Love
- Suède : ABBA - The Winner Takes It All[6]
- Jamaïque : Bob Marley - Could You Be Loved
- Royaume-Uni : 
  - Robert Palmer : Johnny and Mary
  - The Korgis - Everybody's Got to Learn Sometime

1981
- France :
  - Richard Gotainer - Le Sampa
  - Ottawan - Haut les mains (donne-moi ton cœur) (en)
  - Thierry Pastor - Le Coup de folie
  - Gérard Blanchard - Rock Amadour
  - Jean Schultheis - Confidence pour confidence
  - Hervé Cristiani - Il est libre Max
  - Alain Chamfort - Bambou
  - Herbert Léonard - Pour le plaisir
- Belgique : J. J. Lionel - La Danse des canards
- Italie : Ricchi e Poveri - Sarà perché ti amo
- États-Unis :
  - Kim Carnes - Bette Davis Eyes
  - Olivia Newton-John - Physical
  - Depeche Mode - Just Can't Get Enough
  - Phil Collins - In the Air Tonight
- Royaume-Uni : Kim Wilde - Cambodia
- Suède : Secret Service - Flash In the Night

1982
- Colombie : Rodolfo Aicardi - La colegiala (musique tropicale)
- États-Unis :
  - Earth, Wind & Fire - Let's Groove
  - Irene Cara - Fame (du film Fame de 1980)
  - Toto - Africa
  - Survivor - Eye of the Tiger
  - Hall and Oates - Maneater
- Autriche : Falco - Der Kommissar (rap)
- France :
  - Michel Sardou - Afrique adieu
  - Jean-Jacques Goldman - Quand la musique est bonne
  - Les Forbans - Chante
  - Julien Clerc - Lili voulait aller danser
  - Jean-Luc Lahaye - Femme que j'aime
  - Pop Concerto Orchestra - Eden Is a Magic World
  - Philippe Lavil - Il tape sur des bambous
  - Rose Laurens - Africa
  - F. R. David - Words
  - Guy Marchand - Destinée (des films Les Sous-doués en vacances et Le père Noël est une ordure)
- Royaume-Uni
  - Johnny Clegg et Savuka - Scatterlings of Africa
  - The Rolling Stones - Start Me Up
  - Eurythmics - Sweet Dreams (Are Made of This)
  - Yazoo - Don't Go
  - Imagination - Just an Illusion, Music and Lights
  - Wang Chung - Dance Hall Days (en)
- Italie : Al Bano et Romina Power - Felicità
- Allemagne : ATB - 9 PM (Till I Come)

1983
- France :
  - Gilbert Montagné - On va s'aimer
  - Catherine Lara - La Rockeuse de diamants
  - François Valéry - Elle danse Marie
  - Bandolero - Paris Latino
  - Hervé Vilard - Méditerranéenne (version française de L'italiano)
  - Jakie Quartz - Mise au point
  - Julien Clerc - Cœur de rocker
  - La Compagnie créole - C'est bon pour le moral[7]
  - Isabelle Adjani - Ohio
- Italie :
  - P. Lion - Happy Children (song) (en)
  - Gazebo - I Like Chopin
  - Righeira - Vamos a la playa (italo disco)[7]
  - Toto Cutugno - L'italiano
- Jamaïque : Jimmy Cliff - Reggae Night
- Danemark - Sunshine Reggae (en)
- Royaume-Uni : 
  - Elton John - I'm Still Standing
  - Bananarama - Cruel Summer[8]
  - Frankie Goes to Hollywood - Relax
  - UB40 - Red Red Wine (reggae)
  - David Bowie - Let's Dance
  - Bonnie Tyler - Total Eclipse of the Heart
  - Rod Stewart - Baby Jane
  - The Police - Every Breath You Take
  - Kajagoogoo - Too Shy
  - New Order - Blue Monday
  - Spandau Ballet - True
  - Wham! - Club Tropicana
- États-Unis :
  - Irene Cara - Flashdance... What a Feeling (du film Flashdance)
  - Michael Sembello - Maniac (du film Flashdance)
  - Laura Branigan - Self Control
  - Donna Summer - She Works Hard for the Money
  - Marvin Gaye - Sexual Healing
  - Michael Jackson - Billie Jean, Beat It
  - Madonna - Holiday
  - Paul McCartney et Michael Jackson - Say Say Say
  - Lionel Richie - All Night Long (All Night)

1984
- France :
  - Philippe Lavil - Jamaïcaine
  - Les Forbans - Flip Flap
  - Axel Bauer - Cargo
  - Gilbert Montagné - J'ai le blues de toi
  - Jeanne Mas - Toute première fois
  - Noé Willer - Toi, femme publique
  - Cookie Dingler - Femme libérée
  - Laurent Voulzy et Véronique Jannot - Désir, désir
  - Jean-Jacques Goldman - Envole-moi
  - Peter et Sloane - Besoin de rien, envie de toi
  - Julien Clerc - La fille aux bas nylon
  - Étienne Daho - Week-end à Rome
  - Daniel Balavoine - Dieu que c'est beau
  - Arthur Simms - It's Only Mystery (du film Subway)
  - Téléphone : New York avec toi
- États-Unis :
  - Philip Bailey et Phil Collins - Easy Lover
  - The Pointer Sisters- I'm So Excited
  - Al Corley - Square Rooms
  - Jermaine Jackson et Pia Zadora - When the Rain Begins to Fall
  - Rockwell et Michael Jackson - Somebody's Watching Me
  - Cyndi Lauper - Girls Just Want to Have Fun
  - Prince - Purple Rain
  - Foreigner - Waiting for a Girl Like You
  - Phil Collins - Against All Odds (Take a Look at Me Now) (du film Contre toute attente)
  - Kool and the Gang - Fresh
- Canada : Daniel Lavoie - Ils s'aiment
- Royaume-Uni
  - Murray Head - One Night in Bangkok
  - Billy Ocean - Caribbean Queen
  - George Michael - Careless Whisper
  - Bronski Beat - Smalltown Boy
  - Talk Talk - It's My Life
  - Wham! - Wake Me Up Before You Go-Go
  - Nik Kershaw - Wouldn't It Be Good
  - Limahl - The NeverEnding Story
  - Ray Parker, Jr. -Ghostbusters (du film SOS Fantômes)
- Allemagne : 
  - Modern Talking - You're My Heart, You're My Soul
  - Alphaville - Sounds Like a Melody, Big in Japan, A Victory of Love, Forever Young
  - Nena - 99 Luftballons
  - Scorpions - Still Loving You[6]
- Norvège : a-ha - Take on Me
- Italie : 
  - Tony Esposito - Kalimba de Luna (italo disco)
  - Valerie Dore - The Night (en)

1985
- France :
  - Gilbert Montagné - Les Sunlights des tropiques[4]
  - Jean-Pierre Mader - Macumba[7]
  - Les Rita Mitsouko - Marcia Baïla[6]
  - Niagara - Tchiki Boum
  - Les Avions - Nuit sauvage
  - Laurent Voulzy - Les Nuits sans Kim Wilde
  - Jeanne Mas - Johnny, Johnny
  - Lune de miel - Paradise Mi Amor
  - Jean-Pierre Mader - Disparue
  - Indochine - Trois nuits par semaine
  - Bill Baxter -Embrasse-moi, idiot
  - C. Jérôme - Et tu danses avec lui
  - Francis Cabrel - Encore et encore
  - Gold - Capitaine abandonné, Plus près des étoiles
  - Philippe Lavil - Elle préfère l'amour en mer
  - Thierry Pastor - Sur des musiques noires
  - Marc Lavoine - Elle a les yeux revolver
  - Bibie - Tout doucement (slow)
  - Daniel Balavoine - Sauver l'amour
- Allemagne : 
  - Propaganda - P:Machinery
  - Sandra - In the Heat of the Night
  - Opus - Live Is Life
- Italie :
  - Baltimora : Tarzan Boy[7]
  - Eros Ramazzotti :Una storia importante
- Brésil : Deodato - S.O.S., Fire in the Sky (en)
- États-Unis :
  - Madonna - Into the Groove
  - Huey Lewis and the News - The Power of Love (du film Retour vers le futur)
  - Stevie Wonder - Part-Time Lover
  - Whitney Houston - How Will I Know
  - Tina Turner - We Don't Need Another Hero (du film Mad Max : Au-delà du dôme du tonnerre)
  - Phil Collins - One More Night
  - Lionel Richie - Say You, Say Me
  - USA for Africa - We Are the World
  - Cock Robin - Thought You Were on My Side
  - George Benson - Nothing's Gonna Change My Love for You
- Royaume-Uni
  - Kate Bush - Running Up that Hill
  - Tears for Fears - Shout
  - Simple Minds - Don't You
  - Level 42 - Something About You (Level 42 song) (en)
  - Bryan Ferry - Don't Stop the Dance
  - Elton John - Nikita
- Suisse : Double - The Captain of Her Heart
- Suède : a-ha - The Sun Always Shines on T.V.

1986
- France
  - Les Rita Mitsouko - C'est comme ça
  - Philippe Cataldo - Les Divas du dancing
  - Gérard Blanc - Une autre histoire
  - Stéphanie de Monaco - Ouragan
  - Images - Corps à corps, Les Démons de minuit[7]
  - Jeanne Mas - En rouge et noir
  - Julie Pietri - Ève lève-toi[6]
  - Niagara - L'Amour à la plage
  - Partenaire particulier - Partenaire particulier
  - Gold - Ville de lumière
  - Catherine Lara - Nuit magique
  - Desireless - Voyage, Voyage[7]
  - Alain Souchon - Ballade de Jim
  - Corynne Charby - Boule de flipper
  - C. Jérôme - Derniers baisers
  - Laurent Voulzy - Belle-Île-en-Mer, Marie-Galante
  - Michel Fugain - Viva La Vida
- Allemagne : Modern Talking - Brother Louie
- Autriche : Falco - Rock Me Amadeus
- Pays-Bas : MC Miker G & DJ Sven - Holiday Rap
- Belgique : Muriel Dacq - Tropique[7]
- Italie : 
  - Spagna - Easy Lady (en)
  - Eros Ramazzotti - Adesso tu
- Royaume-Uni :
  - Kim Wilde - You Keep Me Hangin' On
  - Bananarama - Venus
  - Samantha Fox - Touch Me (I Want Your Body)
  - Queen - A Kind of Magic
  - The Communards - Don't Leave Me This Way
  - The Stranglers - Always the Sun (en)
  - Level 42 - Lessons in Love
  - Simple Minds - Alive and Kicking
  - Eurythmics - The Miracle of Love (en)
  - Black - Wonderful Life
  - Chris Rea - On the Beach
  - The Rolling Stones - Harlem Shuffle
  - Cutting Crew - (I Just) Died in Your Arms
- Suède : Europe - The Final Countdown
- États-Unis :
  - Miami Sound Machine - Conga (song) (en)
  - The Bangles - Walk Like an Egyptian
  - Nu Shooz - I Can't Wait
  - Billy Ocean - When the Going Gets Tough, the Tough Get Going
  - Genesis - Invisible Touch
  - Madonna - Papa Don't Preach
  - Cock Robin - The Promise You Made
  - Berlin - Take My Breath Away
  - Prince - Kiss

1987
- Mexique et  États-Unis : Los Lobos - La bamba[6]
- Italie : 
  - Sabrina - Boys (Summertime Love) (ou « Boys, boys, boys »[9], italo disco)[6].
  - Zucchero - Senza una donna (slow)
- États-Unis :
  - Madonna - La Isla Bonita[4]
  - Cock Robin - Just Around the Corner (song) (en)
  - Bill Medley & Jennifer Warnes - (I've Had) The Time of My Life (du film Dirty Dancing)
  - Patrick Swayze - She's Like the Wind (du film Dirty Dancing)
  - Tina Turner - What's Love Got to Do with It
  - Whitney Houston - I Wanna Dance with Somebody (Who Loves Me)
  - Terence Trent D'Arby - Sign Your Name
- France :
  - Kassav' - Syé Bwa
  - Gipsy Kings - Djobi, Djoba
  - Philippe Lavil et Jocelyne Béroard - Kolé séré
  - Corynne Charby - Pile ou face
  - Vanessa Paradis - Joe le taxi[4]
  - Les Calamités - Vélomoteur
  - À cause des garçons - À cause des garçons
  - Niagara - Quand la ville dort

- Australie : 
  - Kylie Minogue - The Loco-Motion
  - INXS - Need You Tonight
- Irlande : U2 - I Still Haven't Found What I'm Looking For
- Royaume-Uni :
  - George Michael - I Want Your Sex
  - Duran Duran - Notorious
  - Johnny Clegg et Savuka - Asimbonanga
  - Rick Astley - Never Gonna Give You Up

1988
- Brésil : Chico Buarque - Essa Moça Tá Diferente (Cette fille est différente, bossa nova)
- France
  - Paco – Amor de mis amores (numéro 1 du Top Singles en France, version rumba flamenca de Que nadie sepa mi sufrir, valse péruvienne, reprise par Édith Piaf avec La Foule)
  - Gipsy Kings - Bamboléo
  - Soldat Louis - Du rhum, des femmes
  - Début de Soirée - Nuit de folie (eurobeat)[6]
  - David et Jonathan - Est-ce que tu viens pour les vacances ?
  - Sandy Stevens - J'ai faim de toi
  - Laurent Voulzy - Le soleil donne
  - Florent Pagny - Chanter
  - Les Rita Mitsouko - Le Petit Train
  - Elsa & Glenn Medeiros - Un roman d'amitié (slow de l'été)[4]
  - David Hallyday - High
  - Vanessa Paradis - Marilyn et John
- Guinée : Mory Kanté - Yéké yéké
- Guyana : Eddy Grant - Gimme Hope Jo'anna
- Jamaïque : Ziggy Marley - Tomorrow People
- Cuba : Compay Segundo - Chan Chan
- États-Unis :
  - Womack & Womack - Teardrops
  - The Beach Boys - Kokomo
  - The Belle Stars - Iko Iko (du film Rain Man)
  - Bobby McFerrin - Don't Worry, Be Happy
  - The Bangles - Eternal Flame
  - Chris Isaak - Blue Spanish Sky
  - Richard Marx - Right Here Waiting
  - Paula Abdul - Straight Up
- Royaume-Uni : 
  - Kim Wilde - You Came
  - George Michael - One More Try
  - Bonnie Tyler - The Best

1989
- Brésil : Kaoma - Lambada (avec Chico et Roberta)[6]
- France :
  - Gipsy Kings - Volare
  - François Valéry - Aimons-nous vivants
  - Jean-Pierre François - Je te survivrai
  - François Feldman et Joniece Jamison - Joue pas
  - Francis Cabrel - Sarbacane
  - Roch Voisine - Hélène[4]
- Allemagne : Boney M - Megamix
- Belgique : Technotronic - Pump Up the Jam
- Royaume-Uni :
  - Jimmy Somerville - You Make Me Feel (Mighty Real)
  - Fine Young Cannibals - Good Thing, She Drives Me Crazy
  - Simple Minds - Mandela Day
  - UB40 - Kingston Town
- Australie : Jason Donovan - Sealed with a Kiss
- États-Unis : 
  - Madonna - Like a Prayer
  - Phil Collins - Another Day in Paradise
  - Tina Turner - The Best
- Suède : Roxette - The Look
- Norvège : Avalanche - Johnny, Johnny Come Home
- Pays-Bas : Candy Dulfer et Dave Stewart - Lily Was Here

### Années 1990
1990
- Brésil : Chico et Roberta - Frente a frente (lambada)
- France :
  - Charles D. Lewis - Soca Dance (soca)[10]
  - Vincent Lagaf' - Bo le lavabo
  - Lorca - Ritmo de la Noche
  - Thierry Hazard - Le Jerk ! (jerk)[8]
  - Thierry Hazard - Poupée psychédélique (en)
  - Zouk Machine - Maldon (zouk)[8]
  - Pauline Ester - Oui, je l'adore[8]
  - Roch Voisine - Avant de partir[8]
  - Jean-Jacques Goldman, Michael Jones, Carole Fredericks - Nuit
- Belgique : Benny B - Vous êtes fous ! (rap)
- Angleterre : Seal - Crazy
- Irlande : Sinéad O'Connor - Nothing Compares 2 U
- États-Unis : Depeche Mode - World in My Eyes
- Italie : Se bastasse una canzone (it)

1991
- Cuba : Manzanita (en) - Arranca (salsa latino-cubaine)
- France :
  - Axel Bauer - Éteins la lumière
  - Lagaf' - La Zoubida
  - Yannick Noah - Saga Africa[8]
  - Fredericks Goldman Jones - À nos actes manqués
  - Jil Caplan - Natalie Wood
- États-Unis :
  - Genesis - I Can't Dance
  - R.E.M. - Shiny Happy People
  - Lenny Kravitz - It Ain't Over 'til It's Over
  - Nirvana - Smells Like Teen Spirit
- Pays-Bas : Ten Sharp - You
- Maurice : Denis Azor - Ala li la (séga)

1992
- France :
  - Les Négresses vertes - Sous le soleil de Bodega[10]
  - Pow Wow - Le chat
  - Dany Brillant - Suzette
- Algérie : Khaled - Didi (raï)
- Angleterre : 
  - Radiohead - Creep
  - Duran Duran - Ordinary World
- États-Unis : Billy Ray Cyrus - Achy Breaky Heart (country)
- Jamaïque :
  - Inner Circle - Sweat (A La La La La Long) (en)
  - Jimmy Cliff - I Can See Clearly Now (du film Rasta Rockett)

1993
Début de la dance en France.[réf. nécessaire]
- Allemagne : Snap! - Rhythm Is a Dancer[10]
- Suède : Dr. Alban - Sing Hallelujah!
- Colombie et autres pays hispanophones : Carlos Vives - La gota fría (en) (vallenato)
- France :
  - G.O. Culture - Darla Dirladada (dance) (reprise de Dalida, du film Les Bronzés)[10]
  - Native - Si la vie demande ça
  - Regg'Lyss - Mets de l'huile (reggae)
- Italie : Eros Ramazzotti - Cose della vita
- Royaume-Uni : Sade - Kiss of Life
- États-Unis : Céline Dion - The Power of Love
- Hawaï : Israel Kamakawiwoʻole - Somewhere Over the Rainbow / What a Wonderful World

1994
- France :
  - Billy Ze Kick et les Gamins en folie - Mangez-moi ! Mangez-moi !
  - Gipsy Kings - Baila me (rumba flamenca)
  - IAM - Je danse le mia[4]
  - Francky Vincent - Fruit de la passion
  - Alain Souchon - Foule sentimentale
  - Francis Cabrel - Je t'aimais, je t'aime, je t'aimerai
- Italie : Corona - The Rhythm of the Night[10]
- Trinité-et-Tobago : Haddaway - What Is Love[4]
- Sénégal : Youssou N'Dour et Neneh Cherry - 7 Seconds
- États-Unis : Reel 2 Real - I Like to Move It (dance)
- Royaume-Uni : The Pretenders - I'll Stand by You

1995
- Allemagne :
  - La Bouche - Be My Lover (dance)[10]
  - Indian's Sacred Spirit - Yeha-Noha (en) (tube TF1)
  - Bernard Lavilliers et Jimmy Cliff - Melody Tempo Harmony
- Brésil : É o Tchan! - Eo tchan (axé)
- Italie : Robert Miles - Children[10]
- Jamaïque : Ini Kamoze - Here Comes the Hotstepper
- Royaume-Uni : Nightcrawlers - Push the Feeling On
- États-Unis : Scatman John - Scatman (Ski Ba Bop Ba Dop Bop)
- Canada : Céline Dion - Pour que tu m'aimes encore

1996
- Brésil : Carrapicho - Tic, tic tac (tube France 2)[4]
- Burundi : Khadja Nin - Sambolera mayi son (tube TF1)
- Espagne :
  - Los del Rio - Macarena
  - Los del Mar - Macarena (tube M6)[8]
- France : 
  - Boris - Miss Camping
  - Dany Brillant - Quand je vois tes yeux
- Algérie : Khaled - Aïcha
- États-Unis : Chris Isaak - Baby Did a Bad Bad Thing

1997
- France :
  - Daft Punk - Around the World[8]
  - Felicidad - Dam dam deo (dance latino)[10]
  - Les Chevaliers du Fiel – La Simca 1000
  - Phenomenal Club - Il est vraiment phénoménal (dance)
- Brésil :
  - Bellini - Samba de Janeiro[10]
  - Domino - Baïla Baïla Comigo
- Cameroun : Wes (chanteur de Deep Forest) - Alane (chants africains sur rythme dance, chorégraphié par Mia Frye)[10],[11].
- Italie : Mamas - Amaria (tube France 3)
- Porto Rico : Ricky Martin - María[8]
- États-Unis : 
  - Will Smith - Men in Black (du film Men in Black)
  - Céline Dion - My Heart Will Go On (du film Titanic)

1998
- Algérie :
  - Khaled, Rachid Taha & Faudel - Abdel Kader (raï)
  - Faudel - Tellement n'brick (Tellement je t'aime) (raï)
  - Nomads - Yakalelo (chorégraphié par Mia Frye)[10]
- France :
  - Patrick Sébastien - La Fiesta (merengue, reprise d’El Venao)
  - Larusso - Tu m'oublieras
  - Manau - La Tribu de Dana (rap celtique)[4]
- Cuba :
  - Cubaïla - La Charanga (charanga, dance latino)
  - Havana Delirio - Carnavalera
- Porto Rico : Ricky Martin - La copa de la vida
- Sénégal : Coumba Gawlo - Pata Pata (reprise de Myriam Makeba)[10]
- États-Unis : 
  - Britney Spears - ...Baby One More Time
  - Will Smith - Miami

1999
- Cuba : Compay Segundo - Guantanamera
- Pays-Bas : Alice Deejay - Better Off Alone
- Italie : Eiffel 65 - Blue (Da Ba Dee)
- Allemagne : Lou Bega - Mambo No. 5[4]
- Espagne : Enrique Iglesias - Bailamos
- France : 
  - Ofasia - Saté San
  - Shankara - Indian Love
  - Zebda - Tomber la chemise[4]
- Royaume-Uni :
  - Phats & Small - Turn Around (Phats & Small song) (en)
  - Geri Halliwell - Mi Chico Latino (en)
  - The Cranberries - Just My Imagination (en)
- Turquie : Tarkan - Şımarık
- Australie : Tina Arena - Aller plus haut

### Années 2000
2000
- Argentine : King África - La bomba (reprise du groupe Azul Azul (en))
- France :
  - Yannick - Ces soirées-là (rap, reprise de Cette année-là de Claude François)
  - Alizée - Moi... Lolita
  - Saïan Supa Crew - Angela
  - Yannick Noah - Les Lionnes, La Voix des sages (No More Fighting)
  - Daniel Lévi - L'Envie d'aimer (de la comédie musicale Les Dix Commandements)
- Maroc : Sawt el Atlas - Ne me jugez pas
- Allemagne : French Affair - My Heart Goes Boom (La Di Da Da) (en)
- Italie : Lady - Easy Love
- Bahamas : Baha Men - Who Let the Dogs Out?
- États-Unis :
  - Anastacia - I'm Outta Love
  - Britney Spears - Oops!... I Did It Again
  - Moby - Porcelain (en)

2001
- France :
  - Dany Brillant - Tu vuò fà l'americano
  - Loft Story - Lofteurs Up & Down
  - The Supermen Lovers - Starlight
  - Daddy DJ - Daddy DJ
  - Lorie - Près de moi
  - David Guetta, Chris Willis, Joachim Garraud, Jean Charles Carré - Love Don't Let Me Go
  - Dany Brillant - Dans les rues de Rome
- Italie : Tiziano Ferro - Perdono (r'n'b)
- Royaume-Uni : 
  - Kylie Minogue - Can't Get You Out of My Head
  - Geri Halliwell - It's Raining Men (reprise du titre disco des The Weather Girls)
  - Dido - Hunter
- États-Unis : 
  - Mary J. Blige - Family Affair
  - Christina Aguilera, Mýa, Pink, Lil' Kim - Lady Marmalade

2002
- France :
  - Jenifer - Au soleil
  - Las Ketchup - Aserejé
  - Manu Chao - Me gustas tú (musique latine)
  - Shakira - Whenever, Wherever[4]
  - Félicien - Cum-cum mania
  - Bratisla Boys - Stach Stach (en)
  - Calogero - En apesanteur
- États-Unis : Robbie Williams - Feel

2003
- France :
  - DJ BoBo - Chihuahua
  - Lorie - Sur un air latino
- Italie : Benny Benassi - Satisfaction
- Royaume-Uni : 
  - Bonnie Tyler et Kareen Antonn - Si demain... (Turn Around)
  - Dido - White Flag

2004
- Chimène Badi - Je viens du sud
- Belgique : Danzel - Pump It Up
- États-Unis :
  - Aventura - Obsesión (bachata)
  - Jessica Simpson - Take My Breath Away
  - Britney Spears - Toxic

2005
- Colombie :
- Juanes - La camisa negra
- France :
  - Ilona Mitrecey - C'est les vacances, Un monde parfait
  - Papi Sánchez - Enamórame
- Côte d'Ivoire : Magic System - Bouger bouger
- États-Unis : Madonna - Hung Up

2006
- France :
  - Gérard Darmon - Mambo Italiano
  - Lorie - Parti pour zouker
  - Gnarls Barkley - Crazy[4]
  - Laurent Voulzy - Derniers baisers
- Colombie : Shakira & Wyclef Jean - Hips Don't Lie
- Côte d'Ivoire : Magic System - C chô, ça brûle
- Chili -  Espagne : Shana Tesh - Boum boum boum
- Espagne : UPA Dance - Morenita

2007
- France :
  - Dany Brillant - Mambo Italiano
  - NZH - Princess (no 2 Top 50)
  - Les Déesses - On a changé
  - David Guetta feat. Chris Willis - Love Is Gone (no 1 club 40, no 3 Top 50, disque d'or)
  - Justice - D.A.N.C.E.
  - Mika - Relax, Take It Easy[4]
- États-Unis : Rihanna - Umbrella
- Espagne : Enrique Iglesias - Tired of Being Sorry

2008
- France : William Baldé - Rayon de soleil

2009
- France :
  - Helmut Fritz & Laurent Konrad - Ça m'énerve
  - David Guetta feat. Akon - Sexy Bitch
  - David Guetta feat. Kelly Rowland - When Love Takes Over
- États-Unis :
  - Britney Spears - If U Seek Amy
  - Black Eyed Peas feat. David Guetta & Fred Rister - I Gotta Feeling
  - Pitbull - I Know You Want Me (Calle Ocho)
  - Flo Rida feat Wynter Gordon: Sugar
  - Lady Gaga - Poker Face[4]

### Années 2010
2010
- David Guetta & Chris Willis feat. Fergie & LMFAO - Gettin' Over You[12]
- Jessy Matador - Allez ola olé[13]
- Shakira feat. Freshlyground - Waka Waka (This Time for Africa)[13],[12]
- Katy Perry feat. Snoop Dogg - California Gurls[12]
- Usher feat. will.i.am - OMG[12]
- Flo Rida feat. David Guetta - Club Can't Handle Me[12]
- Zaz - Je veux
- Stromae - Alors on danse[4],[12]
- K'Naan - Wavin' Flag[12]
- Sexion d'assaut - Désolé
- Inna - Amazing[12]
- Collectif Métissé - Debout pour danser[12]
- Lucenzo feat. Big Ali - Vem Dançar Kuduro[12]

2011
- Rihanna - Man Down
- LMFAO feat. Lauren Bennett & GoonRock - Party Rock Anthem[13]
- Pitbull feat. Ne-Yo, Afrojack & Nayer - Give Me Everything
- Jennifer Lopez feat. Pitbull - On The Floor
- DJ Antoine vs. Timati feat. Kalenna - Welcome To St. Tropez
- Loona - Vamos a la Playa
- David Guetta feat. Flo Rida & Nicki Minaj - Where Them Girls At
- Keen'V feat. SAP - J'aimerais trop
- Adele - Someone Like You[13]
- Michel Teló - Ai, Se eu te Pego[13]
- U2 - Magnificent

2012
- Michel Teló - Ai se eu te pego!
- Carly Rae Jepsen - Call Me Maybe
- Nicki Minaj - Starships
- Tal - Le sens de la vie
- Shy'm - Et alors !
- Pitbull - Back In Time
- Youssoupha feat. Indila & Skalpovich - Dreamin'
- Rihanna - Where Have You Been
- Tacabro - Tacatá
- Birdy - Skinny Love
- Flo Rida - Whistle
- Sexion d'assaut - Ma direction
- Keen'V - Ma vie au soleil
- Psy - Gangnam Style[4],[13]
- Alex Ferrari - Bara Bará Bere Berê[13]

2013
- Stromae - Papaoutai[13]
- Robin Thicke feat. T.I. + Pharrell - Blurred Lines[13]
- Daft Punk et Pharrell Williams - Get Lucky[13]
- Major Lazer feat. Busy Signal, The Flexican & FS Green - Watch Out For This (Bumaye)
- Maître Gims - Bella
- Avicii - Wake Me Up!
- Bruno Mars - Treasure
- Calvin Harris feat. Ellie Goulding - I Need Your Love
- Alex Hepburn - Under
- Lynnsha, Fanny J, Louisy Joseph (Tropical Family) - Maldon
- Flavel & Neto feat. Anna Torres - Pedida Perfeita (Tararatata)
- DJ Assad feat. Willy William & Alan Ramanisum - Li tourner
- Keen'V feat. Lorelei B - La vie du bon côté

2014
- Lilly Wood & The Prick and Robin Schulz - Prayer In C (Robin Schulz Remix)
- Sia - Chandelier
- Mr Probz - Waves (Robin Schulz Remix)
- Kendji Girac - Color Gitano
- Ed Sheeran - Sing
- Black M - Sur ma route
- David Guetta feat. Sam Martin - Lovers On The Sun
- Magic System feat. Chawki - Magic in the Air
- Nico & Vinz - Am I Wrong
- Coldplay - A Sky Full Of Stars
- Milky Chance - Stolen Dance
- Ariana Grande feat. Iggy Azalea - Problem
- Jason Derulo feat. Snoop Dogg - Wiggle
- Pitbull feat. Jennifer Lopez & Cláudia Leite - We Are One (Ole Ola)
- Shakira - Dare (La La La)
- Keen'V - Dis-moi oui (Marina)

2015
- Feder feat. Lyse - Goodbye
- Felix Jaehn feat. Jasmine Thompson - Ain't Nobody (Loves Me Better)
- Omi - Cheerleader (Felix Jaehn Remix)
- Jason Derulo - Want to Want Me
- Nicky Jam & Enrique Iglesias - El perdón
- Marina Kaye - Homeless
- Kendji Girac - Conmigo
- Gims - Est-ce que tu m'aimes ?
- Josef Salvat - Open Season (Une autre saison)
- David Guetta feat. Nicki Minaj & Afrojack - Hey Mama
- Major Lazer & DJ Snake feat. MØ - Lean On
- Kygo feat. Conrad - Firestone
- Rihanna - Bitch Better Have My Money
- Nekfeu - On verra

2016
- Imany - Don't Be So Shy (Filatov & Karas Remix)
- Justin Timberlake - Can't Stop The Feeling!
- David Guetta feat. Zara Larsson - This One's For You
- Kungs vs. Cookin' On 3 Burners - This Girl
- Mike Posner - I Took A Pill In Ibiza (Seeb Remix)
- Céline Dion - Encore un soir
- Drake feat. Wizkid & Kyla - One Dance
- Deorro feat. Elvis Crespo - Bailar
- Porter Robinson feat. Madeon - Shelter
- Calvin Harris feat. Rihanna - This Is What You Came For
- Sia - Cheap Thrills
- Gims - Ma beauté
- Claudio Capéo - Un homme debout

2017
- Luis Fonsi feat. Daddy Yankee - Despacito
- Calvin Harris feat. Pharrell Williams, Katy Perry & Big Sean - Feels
- Ed Sheeran - Shape of You
- DJ Khaled feat. Rihanna & Bryson Tiller - Wild Thoughts
- Ofenbach vs. Nick Waterhouse - Katchi
- J. Balvin feat. Willy William - Mi gente
- David Guetta feat. Justin Bieber - 2U
- Lartiste feat. Awa Imani - Chocolat
- Niska - Réseaux
- Damso - Macarena
- Enrique Iglesias feat. Descemer Bueno, Zion & Lennox - Súbeme la radio
- Kygo & Selena Gomez - It Ain't Me
- Jason Derulo feat. Nicki Minaj & Ty Dolla $ign - Swalla
- Charlie Puth - Attention
- Calogero - Je joue de la musique

2018
- Sound of legend - Bella ciao

- Calvin Harris & Dua Lipa - One Kiss
- Maître Gims avec Vianney - La même
- Vegedream - Ramenez la coupe à la maison
- Lartiste feat. Caroliina - Mafiosa
- Ariana Grande - No Tears Left To Cry
- Naestro feat. Maître Gims, Vitaa, Dadju & Slimane - Bella ciao
- Aya Nakamura - Djadja
- Dennis Lloyd - Nevermind
- Sean Paul + David Guetta feat. Becky G - Mad Love
- Jain - Alright
- Clean Bandit feat. Demi Lovato - Solo

2019
- Angèle - Balance ton quoi
- Aya Nakamura - Pookie
- Daddy Yankee feat. Snow - Con Calma
- DJ Snake & J. Balvin feat. Tyga - Loco Contigo
- Ed Sheeran & Justin Bieber - I Don't Care
- Lil Nas X feat. Billy Ray Cyrus - Old Town Road (Remix)
- Billie Eilish - Bad Guy
- Ava Max - So Am I
- Shawn Mendes feat. Camila Cabello - Señorita
- Pedro Capó x Farruko - Calma (Remix)
- Lewis Capaldi - Someone You Loved
- Gims & Maluma - Hola Señorita
- Soprano feat. Vincenzo - Le coach
- Vegedream feat. Ninho - Elle est bonne sa mère
- Niska feat. Booba - Médicament
- David Guetta feat. Raye - Stay (Don't Go Away) (en)
- Heuss l'Enfoiré feat. Sofiane - Khapta

### Années 2020
2020
- Angèle et Dua Lipa - Fever
- Master KG - Jerusalema (feat. Nomcebo Zikode)
- Black Eyed Peas, Ozuna, J.rey Soul - Mamacita
- Lady Gaga, Ariana Grande - Rain on Me
- Vegedream - Juste une fois

2021
- Shouse - Love Tonight (Vintage Culture & Kiko Franco remix)
- Farruko - Pepas
- PLK - Petrouchka (feat Soso Maness)
- Bob Sinclar - We could be dancing
- David Guetta x MistaJam x John Newman - If You Really Love Me (How Will I Know)

2022
- David Guetta - Robin Schulz - On repeat
- Kungs - Clap your hands
- Rema - Calm down
- Slimane - La recette
- Ed Sheeran - 2step
- Calema - Te amo (Dj Youssef remix)

2023
- David Guetta, Bebe Rexha - I'm Good (Blue)
- David Guetta, Anne-Marie, Coi Leray - Baby Don't Hurt Me (en)
- Miley Cyrus - Flowers
- Ayra Starr - Rush
- Dua Lipa - Dance the Night (B.O. de Barbie (film))

2024
- Sabrina Carpenter - Espresso
- R3hab x Pelican - Loca Loca
- David Guetta / OneRepublic - I don't wanna wait
- Lucenzo - Danza Kuduro (Tiësto Remix)
- Shakira / Cardi B - Puntéria (en)

2025
- Tate McRae - Sports Car